# Shirogane onsen
Shirogane onsen (白金温泉, Shirogane-onsen, litt. « source chaude platine ») est une station thermale d'eau chaude située dans la préfecture de Hokkaidō au Japon.

## Situation géographique
Le Shirogane onsen est situé dans le sud du bourg de Biei sur l'île de Hokkaidō.

## Hydronomie
Lorsque la source chaude Shirogane apparaît en 1950, du platine est trouvé dans la boue d'où l'eau jaillit. La source est alors nommée Shirogane onsen (« source chaude platine »).

## Histoire
Au début de l'ère Taishō (1912-1926), il y avait deux sources d'eau chaude près du mont Tokachi situé dans le sud-est de Biei. En 1926, les deux sources sont bouchées par les boues résultant de l'éruption du volcan Tokachi.
En août 1950, une mare de boue se forme aux environs de l'actuel emplacement de la station thermale Shirogane. De l'eau chaude en jaillit et se répand sur le sol. Par la suite, le maire de la ville fait aménager la source pour construire une station thermale.